# Пендлтон (Орегон)
Пендлтон (англ. Pendleton) — город в штате Орегон, США. Окружной центр округа Юматилла. В 2010 году в городе проживали 16 612 человек. В Пендлтоне находится филиал университета Орегона и тюрьма Восточного Орегона (около 1600 человек).

## Географическое положение
По данным Бюро переписи населения США Пендлтон имеет площадь 30,36 квадратных километров. Он входит в метрополитенский ареал Хермистона-Пендлтона. Город стоит на реке Юматилла.

## История
Территория города была куплена Мусом Гудвином в начале 1860-х. В 1868 году поселение было назначено местом для постройки здания окружного суда Юматиллы. Поселение получило статус города 25 октября 1880 года, он был назван в честь сенатора Джорджа Пендлтона. В 1908 году в городе была построена мэрия. Вблизи Пендлтона находится индейская резервация Юматилла.

## Население
| Год переписи | Нас.  |  | %±     |
| ------------ | ----- |  | ------ |
| 1870         | 243   |  | —      |
| 1880         | 730   |  | 200,4% |
| 1890         | 2506  |  | 243,3% |
| 1900         | 4406  |  | 75,8%  |
| 1910         | 4460  |  | 1,2%   |
| 1920         | 6837  |  | 53,3%  |
| 1930         | 6621  |  | −3,2%  |
| 1940         | 8847  |  | 33,6%  |
| 1950         | 11774 |  | 33,1%  |
| 1960         | 14434 |  | 22,6%  |
| 1970         | 13197 |  | −8,6%  |
| 1980         | 14521 |  | 10%    |
| 1990         | 15126 |  | 4,2%   |
| 2000         | 16354 |  | 8,1%   |
| 2010         | 16612 |  | 1,6%   |
| 2018         | 16781 |  | 1%     |

По данным переписи 2010 года население Пендлтона составляло 16 612 человек (из них 53,4 % мужчин и 46,6 % женщин), в городе было 6220 домашних хозяйств и 3789 семья. Расовый состав: белые — 87,3 %, коренные американцы — 3,2 % афроамериканцы — 1,4 %, азиаты — 1,1 % и представители двух и более рас — 3,3 %. 9,7 % населения города — латиноамериканцы (8,6 % мексиканцев).
Население города по возрастному диапазону по данным переписи 2010 года распределилось следующим образом: 21,9 % — жители младше 18 лет, 4,9 % — между 18 и 21 годами, 60,4 % — от 21 до 65 лет и 12,8 % — в возрасте 65 лет и старше. Средний возраст населения — 36,9 года. На каждые 100 женщин в Пендлтоне приходилось 114,8 мужчин, при этом на 100 совершеннолетних женщин приходилось уже 119,2 мужчин сопоставимого возраста.
Из 6220 домашнего хозяйства 60,9 % представляли собой семьи: 42,9 % совместно проживающих супружеских пар (15,9 % с детьми младше 18 лет); 12,6 % — женщины, проживающие без мужей и 5,5 % — мужчины, проживающие без жён. 39,1 % не имели семьи. В среднем домашнее хозяйство ведут 2,37 человека, а средний размер семьи — 2,96 человека. В одиночестве проживали 31,3 % населения, 11,1 % составляли одинокие пожилые люди (старше 65 лет).

## Экономика
В 2017 году из 13 401 человека старше 16 лет имели работу 6739. При этом мужчины имели медианный доход в 42 662 долларов США в год против 35 029 долларов среднегодового дохода у женщин. В 2016 году медианный доход на семью оценивался в 63 410 $, на домашнее хозяйство — в 47 851 $. Доход на душу населения — 23 117 $ в год. 11,5 % от всего числа семей в Пендлтоне и 15,6 % от всей численности населения находилось на момент переписи за чертой бедности.